# マルバシモツケ
マルバシモツケ（丸葉下野、学名：Spiraea betulifolia）は、バラ科シモツケ属の落葉低木。

## 特徴
幹の高さは50-100cmになり、よく分枝し、こんもりと丸まった樹形になる。若い枝は赤褐色になり、無毛か白軟毛がある。葉は、長さ1-3mmの葉柄をもって枝に互生し、形は倒卵形から広倒卵形または卵円形。葉の先端は円頭または鈍頭で、基部は円形または広いくさび形で葉柄に流れ、葉身の長さ1.5-6cm、幅1-4cmになる。ほとんど両面無毛で、縁には重鋸歯があり、裏面は淡緑色となる。葉の形からマルバの名がある。
花期は6-8月、枝の先に複散房状に花序をつくり、径5-8mmの白色の5弁花を多数咲かせる。花弁の長さ1.5mm。雄蕊は長く伸び、長さ7-10mmになる。

## 分布と生育環境
日本では、北海道、本州中北部に分布し、亜高山から高山の日当たりのよい岩礫地に生育する。世界では東シベリア、樺太、千島に分布する。

## 下位分類
日本には、次の変種、品種がある。
- アポイシモツケ Spiraea betulifolia Pall. var. betulifolia f. grandifolia (Nakai) Kitam. ex Kawano
- テシオシモツケ Spiraea betulifolia Pall. var. betulifolia f. oblanceolata (Tatew.) Kitam.
- エゾノマルバシモツケ Spiraea betulifolia Pall. var. aemiliana (C.K.Schneid.) Koidz.
- ケナシエゾノマルバシモツケ Spiraea betulifolia Pall. var. aemiliana (C.K.Schneid.) Koidz. f. glabra (H.Hara) Ohwi
- マシケマルバシモツケ Spiraea betulifolia Pall. var. yoshitakae Toyok.

## ギャラリー
- 三本槍岳（福島県）